# Марків Олександр Сергійович
Олекса́ндр Сергі́йович Ма́рків (6 серпня 1981 — 27 вересня 2019) — старший лейтенант Національної гвардії України, учасник російсько-української війни.

## Життєпис
Народився 1981 року в місті Обухів (Київська область). 2003 року закінчив Академію Державної податкової служби (фінансове право), 2007-го — МАУП (облік і аудит) — з військовою кафедрою; молодший лейтенант запасу. За освітою — менеджер, митний брокер, фахівець з логістики, юрист. Від 2002 року працював в: ВВП «Біор», НДІ механічної обробки деревини, ДПІ в Обухівському районі (протягом 2004—2010-х), ПАТ «Київський картонно-паперовий комбінат», ЗАТ «Ерго». Захоплювався військовою історією, входив до складу клубу військово-історичної реконструкції «ВІК „Повстанець“». Займався вивченням західнослов'янських мов, полюбляв вітрильний спорт, туризм та легку атлетику. Мешкав у Києві та смт Гостомель.
Учасник Революції Гідності; навесні 2014 року прийшов до військкомату добровольцем. З березня 2014 по лютий 2015 року служив у 72-й бригаді; командир взводу, отримав звання старшого лейтенанта. Воював на кордоні та у Приазов'ї — Амвросіївка, Зеленопілля, Гранітне.
Пройшов навчання на піврічних курсах командира зенітно-ракетного взводу у НАСВ ім. Петра Сагайдачного. 2016 року пройшов відбір до бригади швидкого реагування НГУ; старший лейтенант, командир зенітно-ракетного взводу зенітно-ракетної батареї зенітно-ракетного артилерійського дивізіону 4-ї бригади.
27 вересня 2019 року в передвечірню пору під час ворожого обстрілу на Світлодарській дузі здійснював коригування вогневих засобів; зазнав кульового поранення обличчя. Помер під час операції у міській лікарні Світлодарська.
30 вересня 2019-го похований в Обухові.
Без Олександра лишились батько, дружина та син 2010 р.н.

## Нагороди та вшанування
- Указом Президента України № 804/2019 від 5 листопада 2019 року за «особисту мужність і самовідданість, виявлені під час бойових дій, зразкове виконання військового обов'язку» нагороджений орденом «За мужність» III ступеня (посмертно)[3].
- Відзнака Президента України «За участь в антитерористичній операції».
- Нагрудний знак «Учасник АТО»[4].